# Oskar Bider
Oskar Marcus Bider (Langenbruck, 12 juli 1891 - Dübendorf, 7 juli 1919) was een Zwitsers luchtvaartpionier. In 1913 vloog hij als eerste mens ooit over de Alpen en de Pyreneeën.

## Biografie

### Opleiding
Oskar Bider werd geboren als zoon van een stoffenhandelaar, maar zou geen soortgelijke beroepscarrière uitbouwen als zijn vader. Hij legde zich toe op de landbouw. Hij studeerde immers aan de landbouwschool en emigreerde na zijn militaire dienst naar Argentinië, waar hij aan de slag ging als gaucho op een boerderij van een Zwitserse boer in Romang.
Reeds in 1912 keerde Bider terug naar Zwitserland, om er zich toe te leggen op de luchtvaart, die toen nog in de kinderschoenen stond. Op 12 december 1912 zou hij in de Franse stad Pau zijn vliegbrevet halen aan de luchtvaartschool die daar was opgericht door de Franse luchtvaartpionier Louis Blériot.

### Luchtvaartpionier

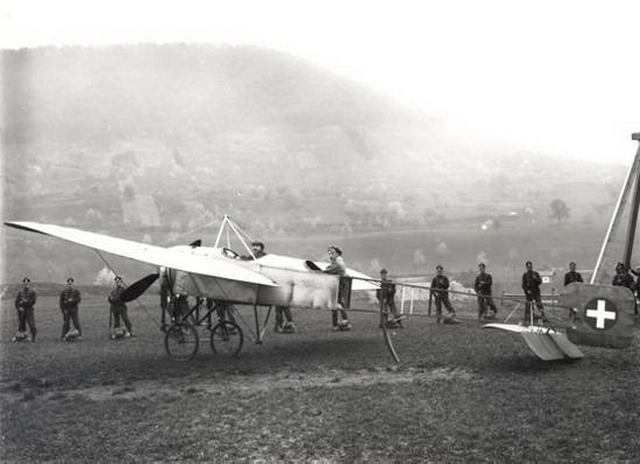
Oskar Bider in Liestal op 27 juli 1913, tijdens zijn vlucht over de Alpen.

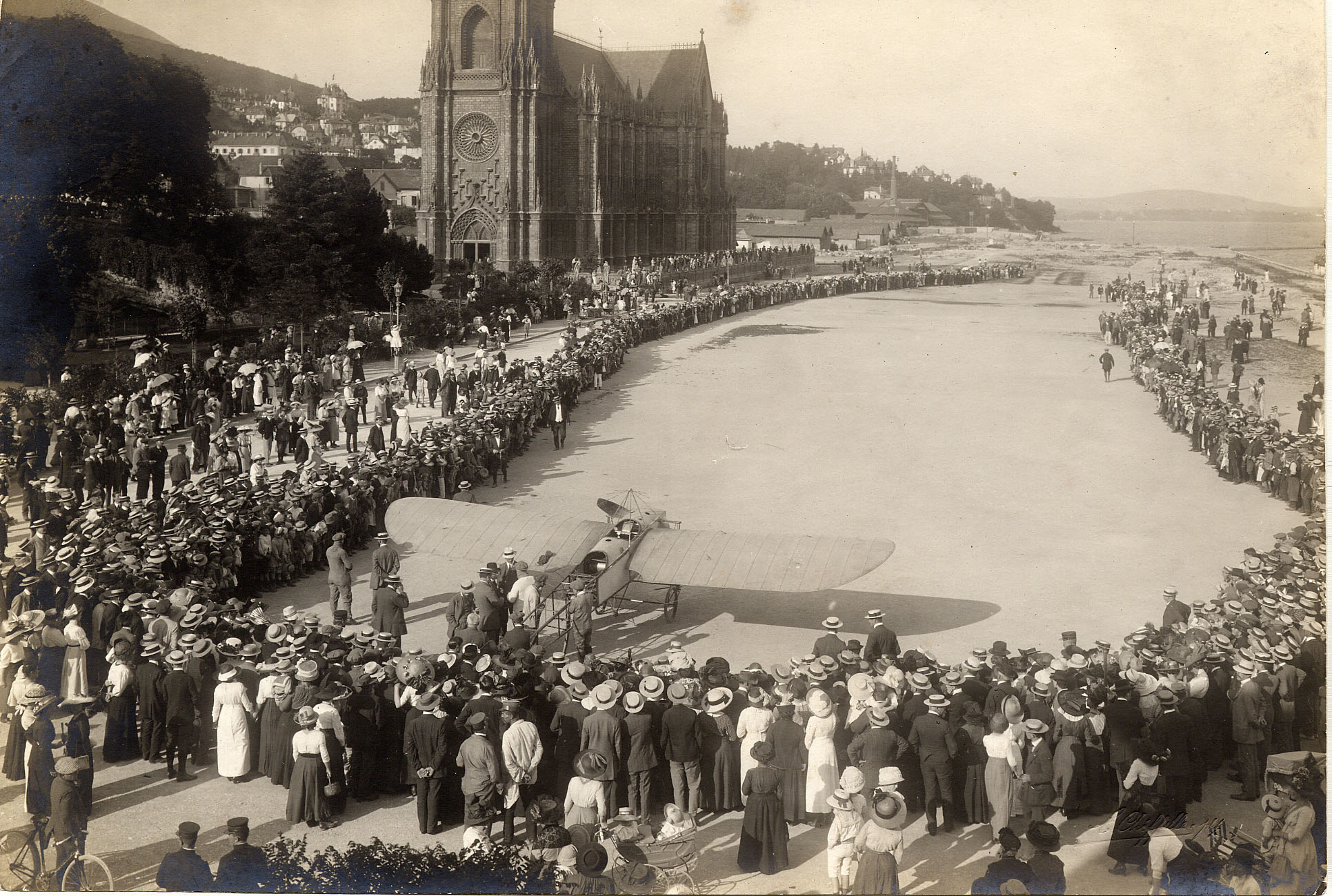
Oskar Bider in Neuchâtel op 1 augustus 1913, ten tijde van de eerste nachtvlucht in Zwitserland.

In de loop van 1913 vestigde Bider op meerdere vlakken pionierswerk in de luchtvaart. Zo vloog hij op 24 januari 1913 in 5 uur en 32 minuten over 510 km van Pau naar de Spaanse hoofdstad Madrid met een vliegtuig van het type Blériot XI, waarmee hij de geschiedenis inging als de eerste persoon die de Pyreneeën overvloog. Nadien reisde hij met de trein terug naar Zwitserland. In Bazel werd hij als een held onthaald.
Daarna verzorgde Bider op 9 maart 1913 de eerste luchtpostvlucht tussen Bazel en Liestal. Op 13 mei 1913 werd hij vervolgens de eerste persoon die boven de Alpen vloog, met een vlucht van Bern tot Sion.
Op 13 juli 1913 ondernam Bider vervolgens als eerste een succesvolle poging om de Alpen ook over te steken met een vliegtuig. Met een vlucht van Bern via Domodossola naar Milaan en terug werd Bider de eerste persoon die de Alpen overvloog. Hierbij vormde de Jungfraujoch zijn grootste hindernis. Bij de terugvlucht van Milaan naar Bazel haalde hij een hoogte van 3.600 m, een Zwitsers record in die tijd. Enkele weken later, op 1 augustus 1913, werd Bider de eerste piloot die in Zwitserland een nachtvlucht uitvoerde. Op Kerstdag 1913 vestigde hij een nieuw vliegrecord door in 4 uur en 21 minuten non-stop van Bern naar Parijs te vliegen. Met deze vlucht over 451 km legde hij een nationale recordafstand af. In april 1914 vloog hij voor het eerst over de Alpen met passagiers.
Bij het uitbreken van de Eerste Wereldoorlog, waarin Zwitserland neutraal bleef, werd in 1914 de Zwitserse luchtmacht opgericht. Oskar Bider was een van de eerste acht piloten in deze eenheid. Vanaf 1915 werd hij als chef-piloot vlieginstructeur bij de luchtmacht. Na de oorlog vloog Bider op 21 juni 1919 met een dubbeldekker en twee passagiers volledig rond Zwitserland. Zijn startpunt was in St. Jakob an der Birs, bij Bazel. De geplande tussenstops verliepen vlekkeloos en na 7 u en 30 minuten arriveerde hij opnieuw in Bazel.

### Overlijden
Bider kwam in de ochtend van 7 juli 1919 om het leven bij een vliegtuigongeluk, toen hij met zijn vliegtuig van het type Nieuport 21 tijdens een acrobatische stuntproef crashte nabij het vliegveld van Dübendorf (kanton Zürich). Er is nooit volledige opheldering geweest over de precieze omstandigheden van deze crash. Het betrokken vliegtuig vertoonde geen technische tekortkomingen. Bij het vernemen van het overlijden van Oskar Bider benam diens 25-jarige zus Julie Helene Bider zich van het leven. Broer en zus werden samen begraven in Langenbruck op 10 juli 1919.

## Nagedachtenis
In zijn overlijdensplaats Dübendorf, maar ook in Zürich, Bern, Biel/Bienne, Liestal, Langenbruck, Sankt Gallen, Sion en Vernier (Genève) zijn straten naar Bider genoemd. Op de Kleine Schanze in Bern werd ter nagedachtenis van Bider een monument opgericht. In 1977 werd in Zwitserland een postzegel uitgebracht met de beeltenis van Bider. Ter ere van Bider wilde de Zwitserse luchtmacht op 7 juli 2019, exact 100 jaar na zijn overlijden, boven Langenbruck een luchtshow houden. De piloten vergisten zich echter van plek en voerden hun vliegshow uit boven Mümliswil-Ramiswil, waar op dat moment een jodelfestijn aan de gang was.

## Galerij

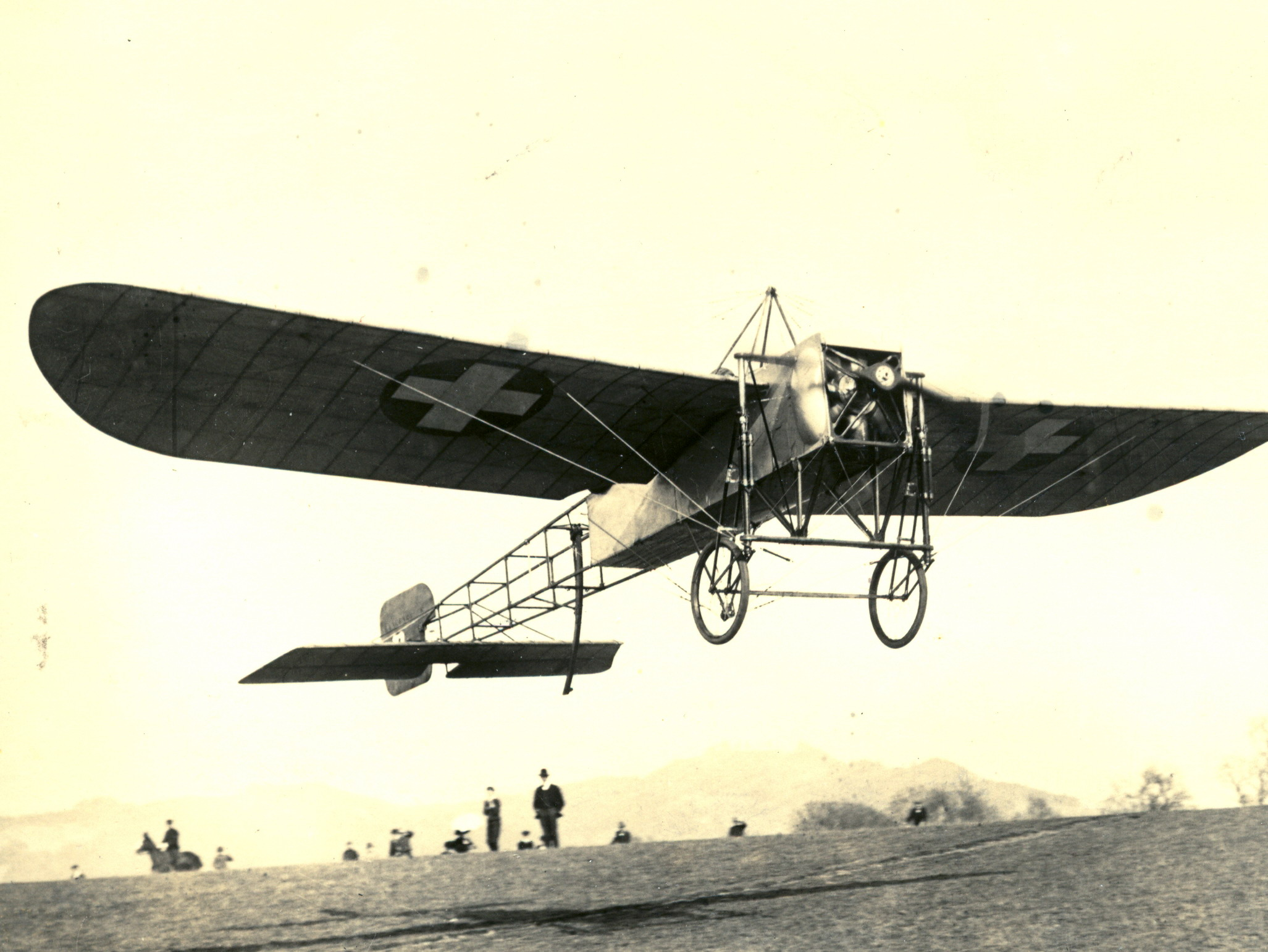
Vertrek van Oskar Bider uit Bern voor zijn pioniersvluchten over de Alpen, 1913.
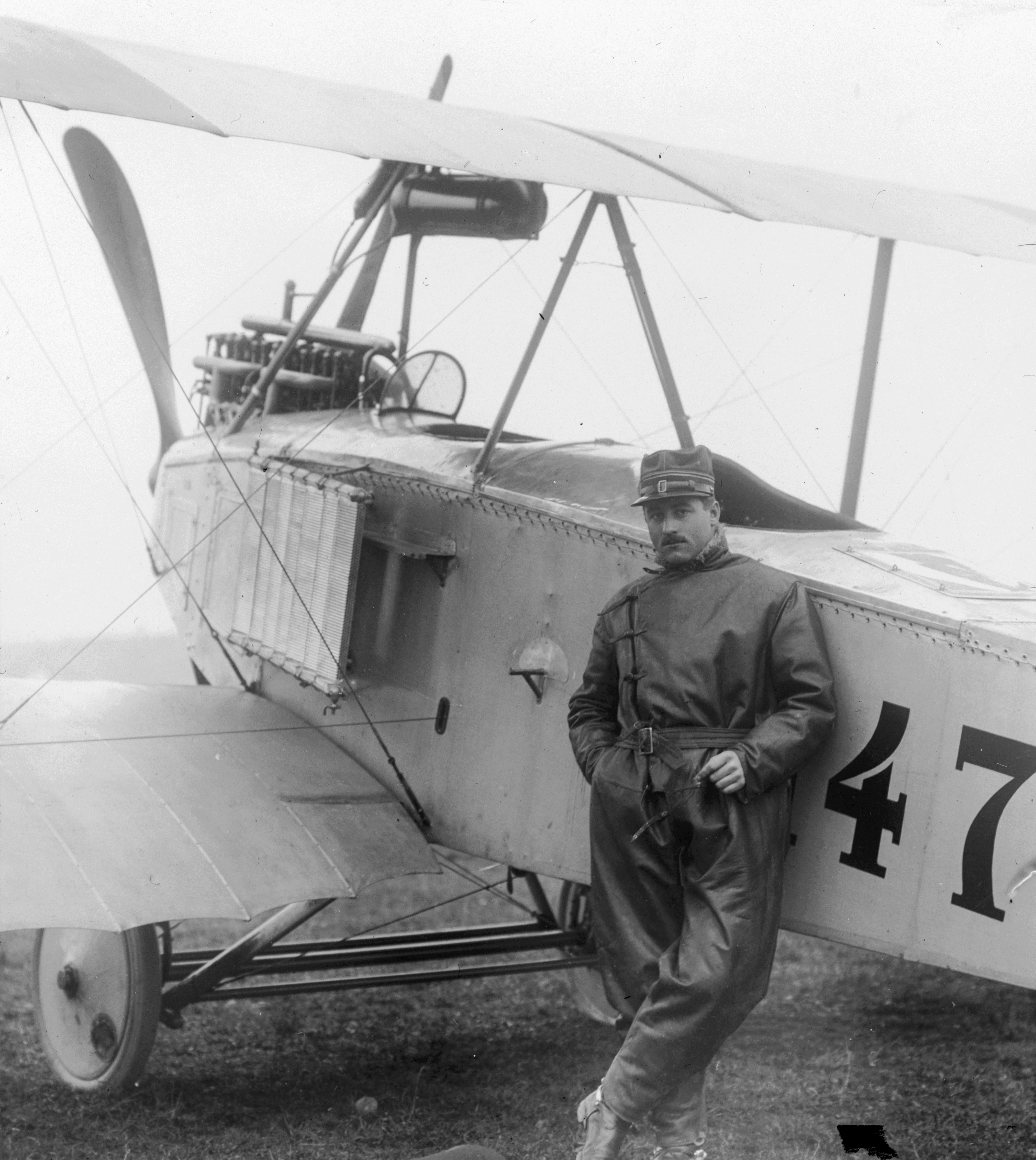
Oskar Bider in 1916.
Luitenant Bider met zijn piloot-aspiranten voor een tweedekker.
Groepsfoto van de piloot-aspiranten met Bider als instructeur.
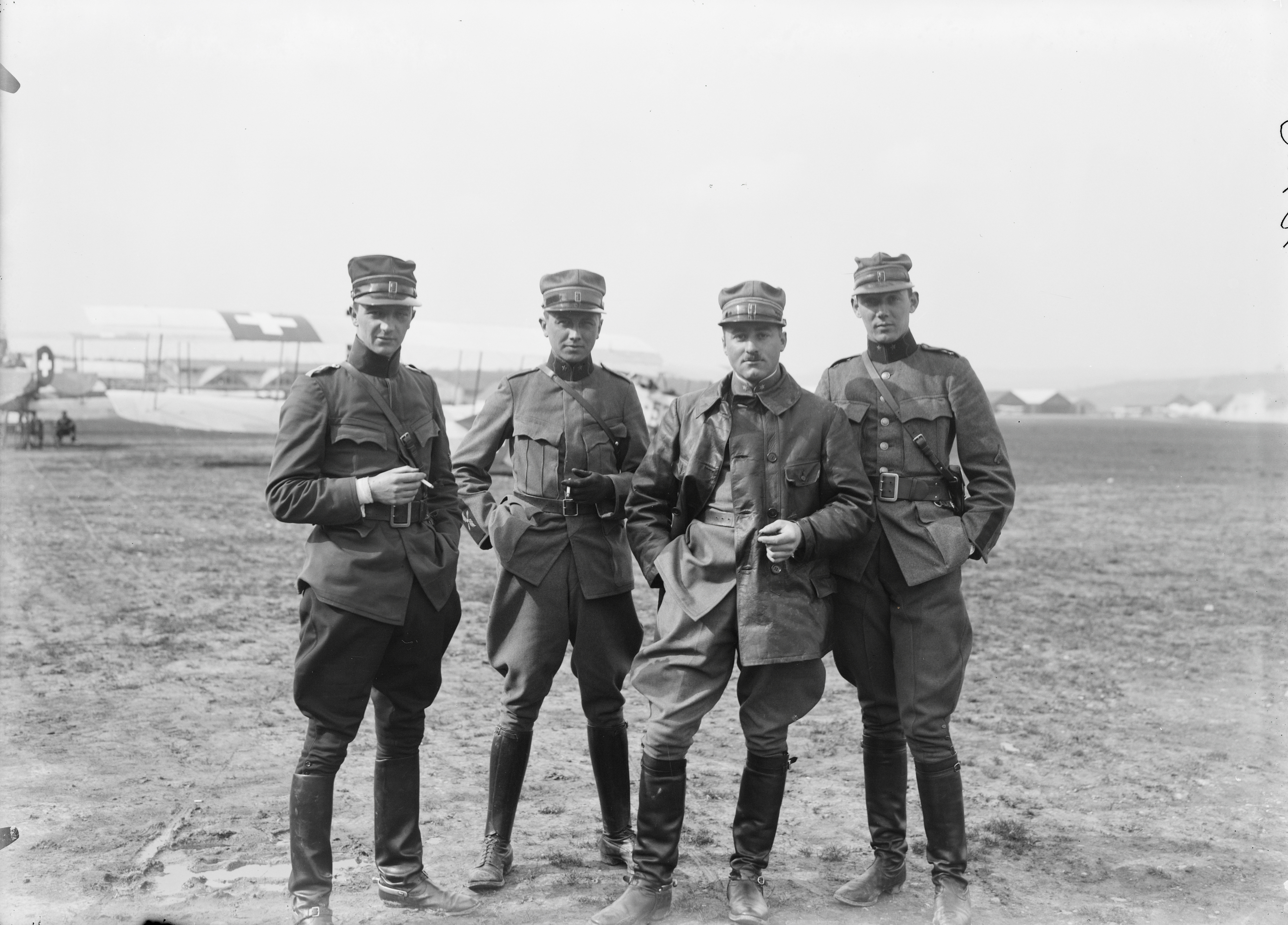
Groepsfoto van de Zwitserse luchtvaartpioniers Alfred Comte, Balz Zimmermann, Oskar Bider en Henri Pillichody, 1918.
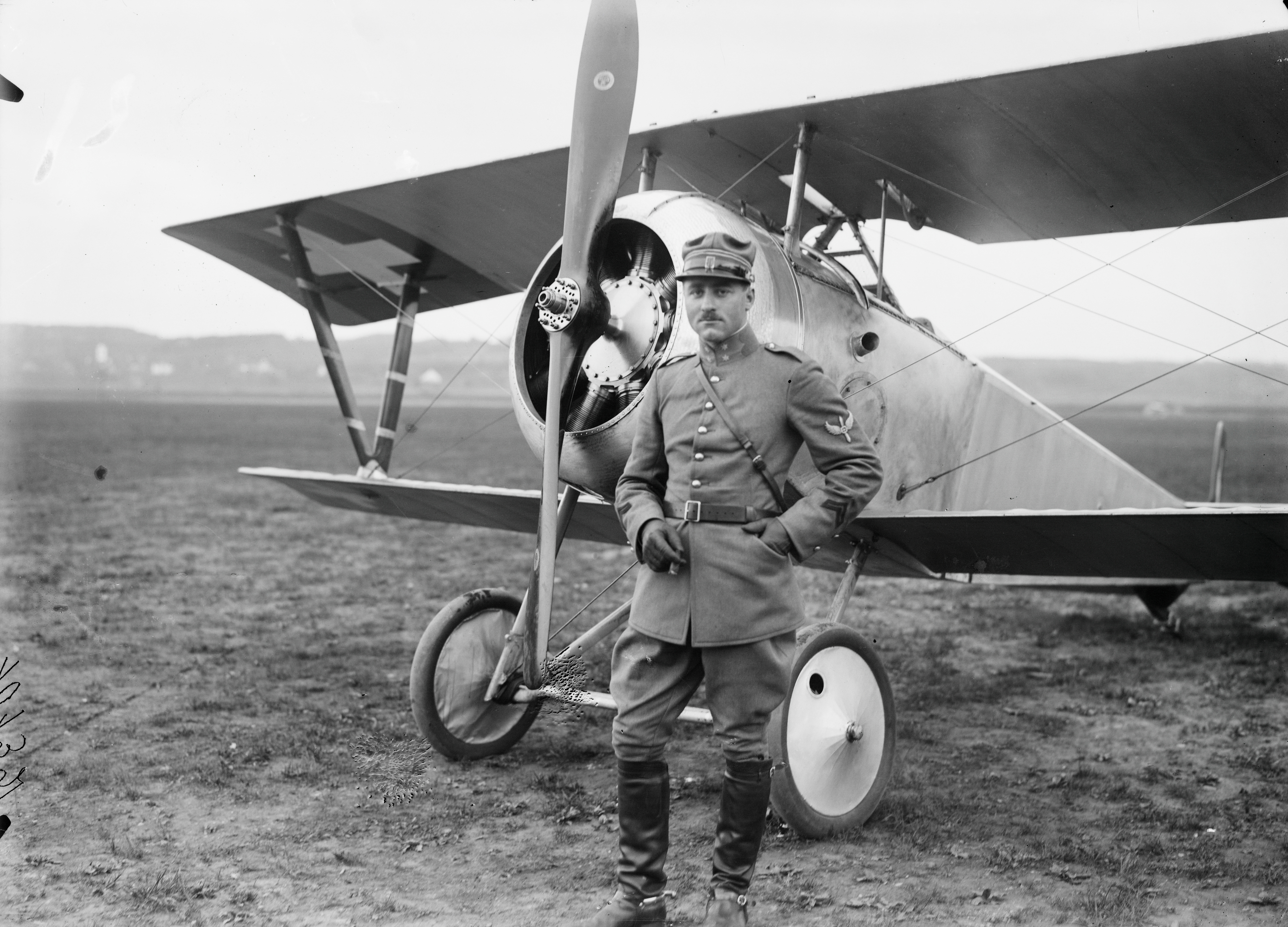
Oskar Bider voor zijn vliegtuig van het type Nieuport 23 C-1 in Dübendorf. In 1919 zou hij met dit toestel dodelijk verongelukken.
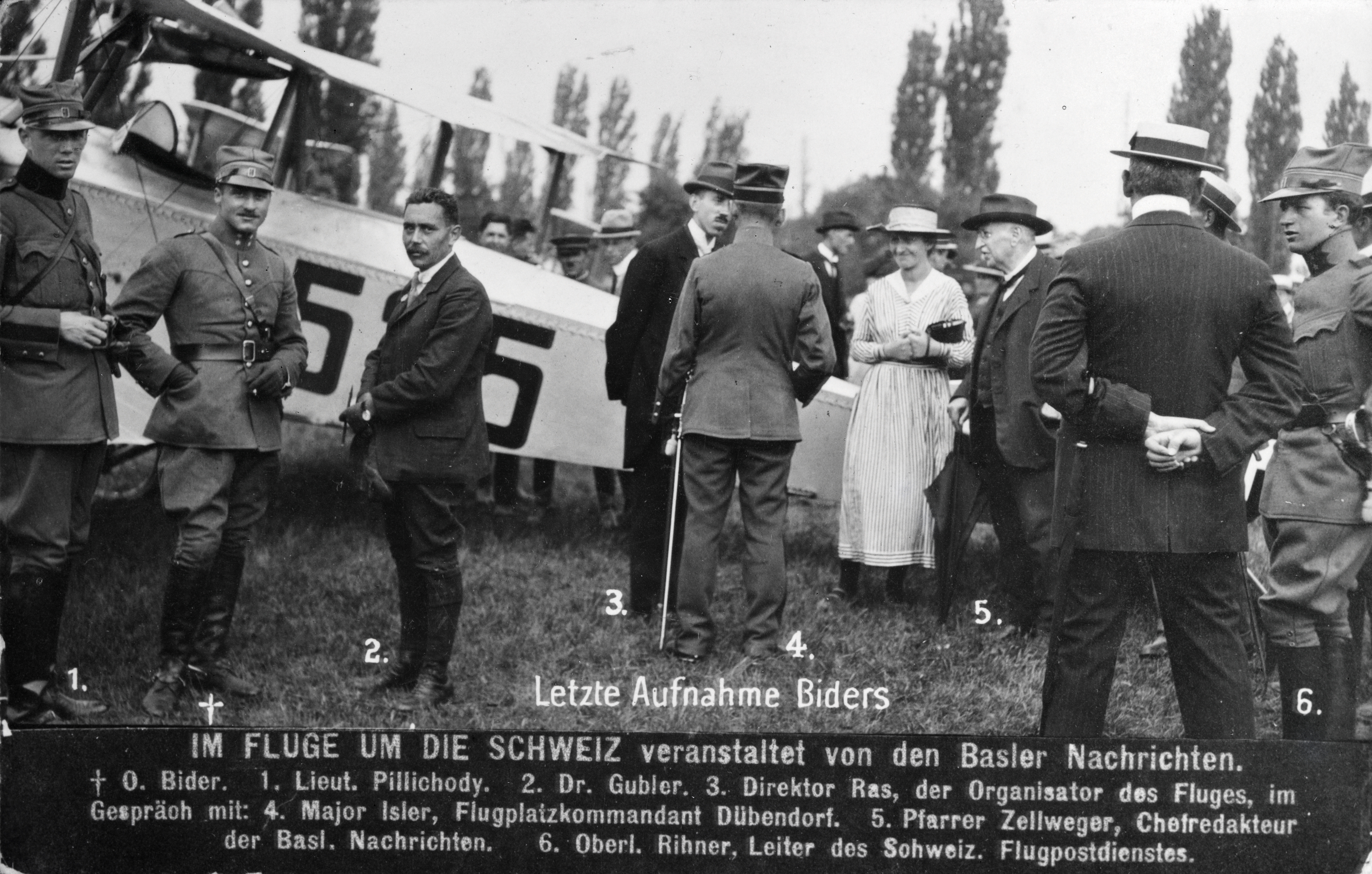
Laatste foto van Oskar Bider (tweede van links), juli 1919.
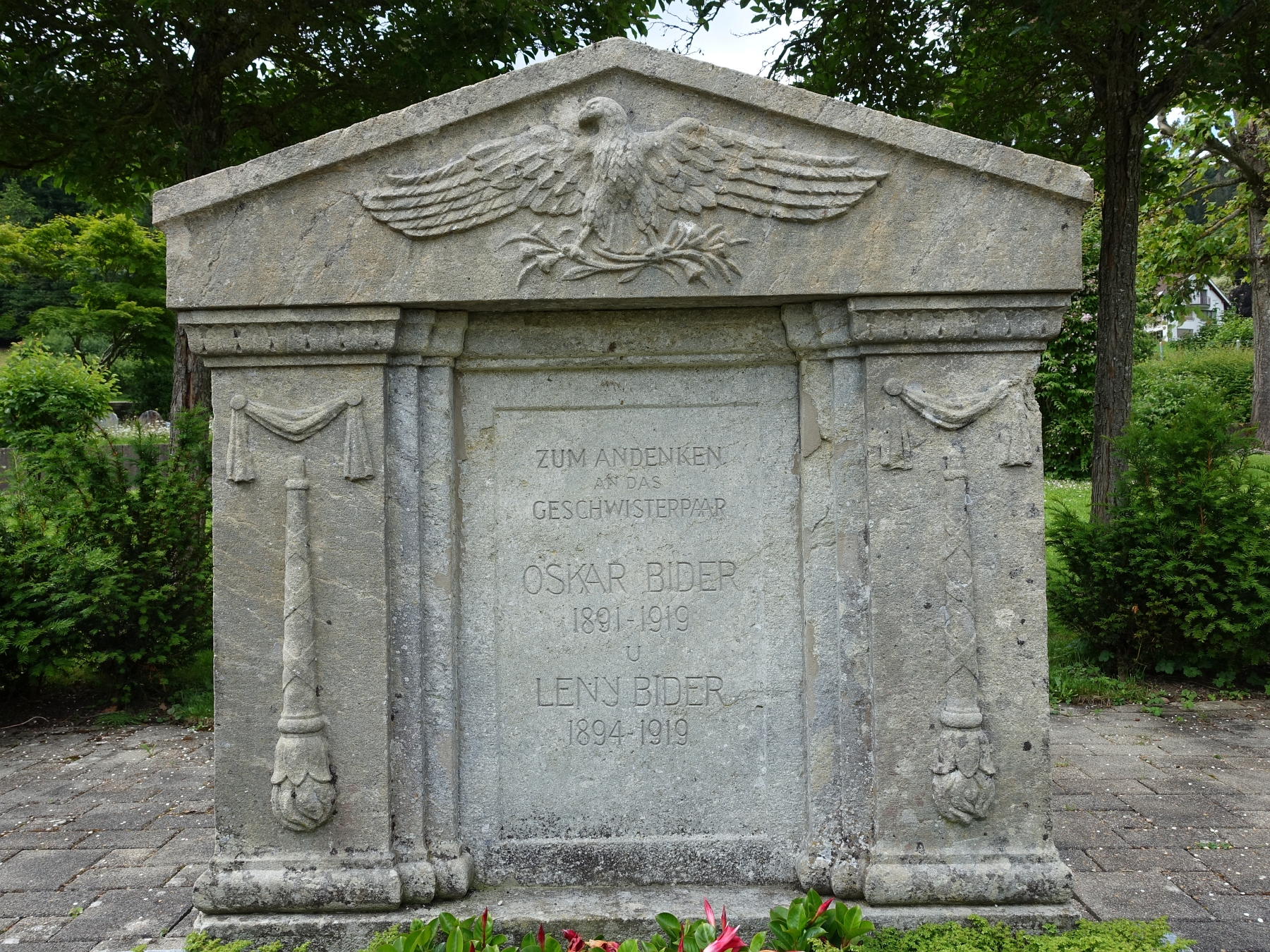
Graf van Oskar Bider in Langenbruck.
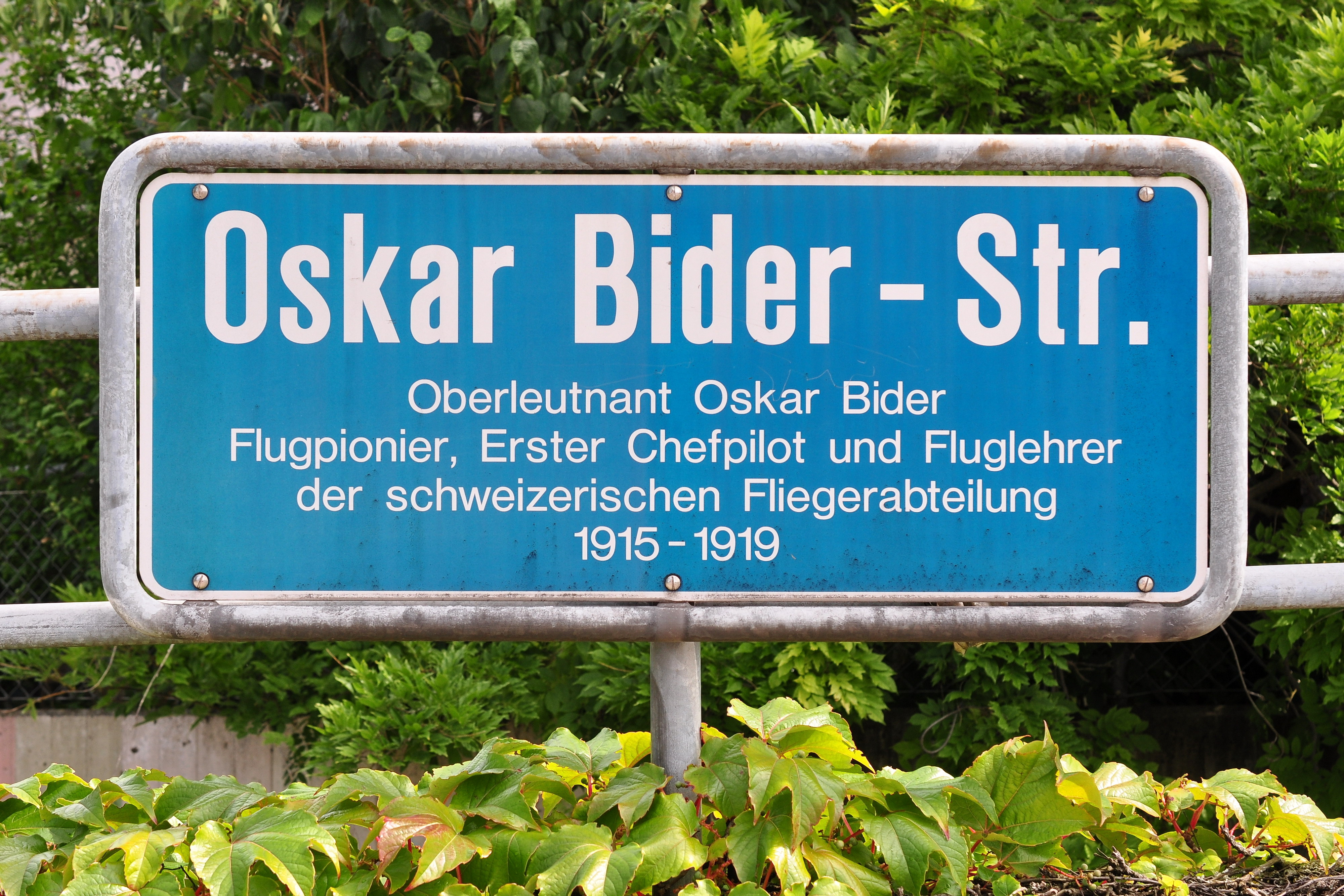
Straatnaambord van Oskar en Julie 'Leny' Bider in Dübendorf.
Monument voor Oskar Bider op de Kleine Schanze in Bern.